# Лафреньер, Алекси
Алекси́ Лафренье́р (фр. Alexis Lafrenière, французское произношение: [a.lɛk.si la.fʁə.njeʁ]; род. 11 октября 2001, Сент-Эсташ) — канадский хоккеист, нападающий клуба НХЛ «Нью-Йорк Рейнджерс». Согласно рейтингу Центрального скаутского бюро НХЛ являлся главным фаворитом на драфте НХЛ 2020, на котором был выбран под общим 1-м номером клубом «Нью-Йорк Рейнджерс».

## Клубная карьера

### Юношеская

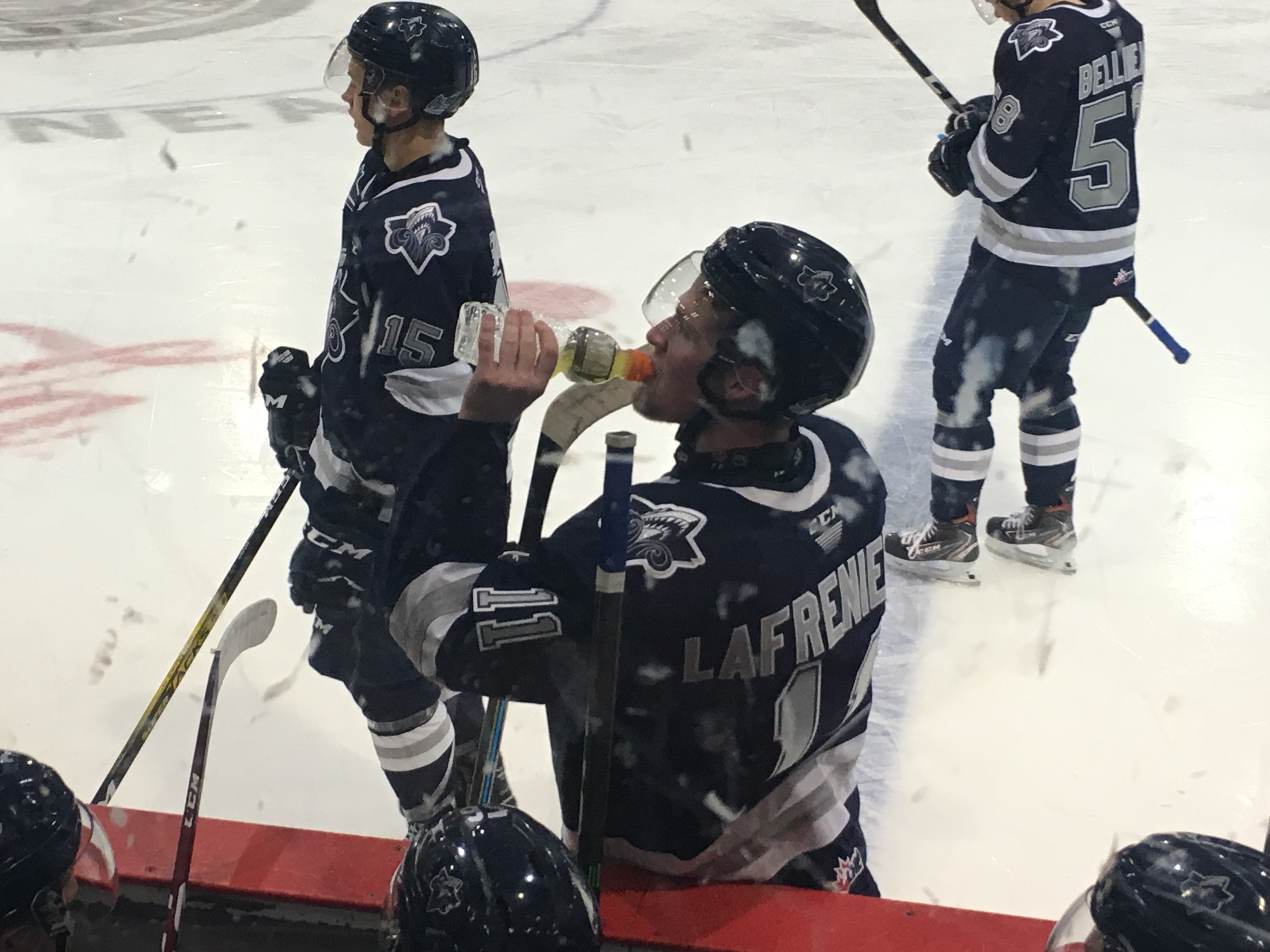
Лафренье во время выступления за «Римуски Осеаник»

Лафреньер был выбран клубом «Римуски Осеаник» на драфте QMJHL 2017 года под первым номером. В дебютном сезоне забил 42 гола, повторив рекорд Сидни Кросби в 2004 году. По итогам сезона он получил кубок RDS как новичок года QMJHL и был включён в первую команду всех звёзд.

### НХЛ
Лафреньер был выбран в 1-м раунде под общим 1-м номером клубом «Нью-Йорк Рейнджерс» на драфте НХЛ в 2020 году. 12 октября 2020 года подписал с клубом трёхлетний контракт новичка и получил 13-й номер.
Лафреньер дебютировал в НХЛ 14 января 2021 года в матче против «Нью-Йорк Айлендерс». Свои первые очки набрал 29 января 2021 года в матче против «Баффало Сейбрз», забросив победную шайбу в овертайме. Лафреньер стал первым игроком в истории лиги, выбранным на драфте под общим 1-м номером и забившим свою дебютную шайбу в дополнительное время.  Он превзошел достижения Алексея Ковалёва и своего одноклубника Каапо Какко, установив рекорд «Рейнджерс» по количеству победных голов в возрасте до 20 лет. По итогам регулярного чемпионата в дебютном сезоне, который был сокращён из-за пандемии коронавируса, Лафренье за 56 игр забил 12 шайб, сделав 9 голевых передач, но это не помогло "синерубашечникам" выйти в плей-офф.
В новом сезоне 30 января 2022 года сыграл 100-й матч в НХЛ, который пришёлся против дебютанта лиги «Сиэтла Кракен», «Рейнджерс» выиграли 3:2, а сам Лафренье забросил шайбу. 2 февраля в матче против «Флориды Пантерз» забросил шайбу, «Рейнждерс» победили 5:2, а он помог таким образом выиграть команде 10-й матч подряд, в котором он забивал. 27 марта в матче с «Баффало Сейбрз» забил гол и сделал голевой пас на партнёра; «синие» выиграли 5:4(ОТ), а Лафреньер оформил результативную серию из 6 матчей, став при этом третьим игроком клуба в возрасте до 22-х лет, кому удалось повторить это достижение. 16 апреля в матче с «Детройтом» оформил первый свой дубль в НХЛ, забросив две шайбы, а «синие» выиграли со счётом 4:0. По итогам регулярного чемпионата, Лафреньер забросил 19 шайб и отдал 12 передач, а «Рейнджерс» смог попасть в плей-офф впервые с 2017 года. В 1/4 финала конференции соперником «Рейнджерс» стал «Питтсбург»; в третьем матче серии Алексис забросил свою дебютную шайбу в плей-офф, в котором «синерубашечники» крупно уступили 7:2. Проигрывая «пингвинам» в серии 3-1, «Рейнджерс» сравнял счёт в серии и выиграл в овертайме седьмой матч со счётом 4:3. В 1/2 финале конференции «Рейнджерс» играл с «Каролиной»; проигрывая «ураганам» 2-0 и 3-2 по ходу серии, «Рейнджерс» сравнял счёт в серии, а в седьмом матче выиграл со счётом 6:2 и впервые с 2015 года вышел в финал Востока. В финале Востока соперником «Рейнджерс» стал обладатель двух предыдущих Кубков Стэнли «Тампа-Бэй Лайтнинг»; ведя в серии 2-0, «Рейнджерс» проиграли 4-2, а «молнии» в третий раз подряд пробились в Финал Кубка Стэнли. Лафреньер в первом для себя плей-офф в карьере за три раунда заработал 9 очков (2+7) в 20 матчах.
В следующем сезоне Лафреньер критиковался за недостаточные темпы прогресса в игровом развитии и нестабильный хоккей. Несмотря на критику, по итогам сезона он показал более лучший результат, заработав 39 очков за сезон, из которых 23 очка были за голевые передачи. В составе «Рейнджерс» Лафреньер играл во втором для себя плей-офф Кубка Стэнли, по итогам которого «синерубашнчники» проиграли в первом раунде «Нью-Джерси Девилз» со счётом в серии 4-3; Лафреньер по итогам плей-офф не заработал ни одного очка.
24 августа 2023 года подписал с «Рейнджерс» новый двухлетний контракт с зарплатой 2,325 млн за сезон. 30 марта 2024 года в матче регулярного чемпионата с клубом «Аризона Койотис» оформил первый хет-трик в своей карьере в НХЛ; матч завершился в пользу «Рейнджерс» со счётом 8:5. «Рейнджерс» триумфально завершили регулярный чемпионат, выиграв Президентский кубок. В первом раунде плей-офф Кубка Стэнли в серии со счётом 4-0 был побеждён «Вашингтон Кэпиталз». В полуфинале Восточной конференции соперником «Рейнджерс» стала «Каролина Харрикейнз». Во втором матче серии Лафреньер оформил первый дубль в плей-офф; «Рейнджерс» одержали победу в овертайме со счётом 4:3. По итогам полуфинала Восточной конференции «Рейнджерс» одержал победу в серии со счётом 4-2 и пробился в Финал Восточной конференции. В третьем матче финала Восточной конференции c «Флоридой Пантерз» оформил второй свой дубль в плей-офф; «Рейнджерс» выиграли матч в овертайме со счётом 5:4. По итогам финала Востока «Флорида» одержала победу в серии со счётом 4-2 и пробилась в Финал Кубка Стэнли. По итогам сезона отмечался прогресс Лафренье, поскольку возросла его результативность, отмечалось, что его прогресс вырос из-за игры во втором звене вместе с Артемием Панариным и Винсентом Трочеком.
25 октября 2024 года Лафренье подписал с «Рейнджерс» новый семилетний контракт на общую сумму 52,15 миллионов долларов США.

## Международная карьера

### Юниорские и молодёжные сборные
Лафреньер был самым молодым игроком, выбранным в юниорскую сборную Канады на ЮЧМ-2018 в 16 лет, позже он был капитаном сборной Канады на кубке Глинки/Гретцки , несмотря на то, что был вторым по возрасту в списке. Лафреньер набрал 11 очков в пяти играх и помог Канаде выиграть золото.
В декабре 2018 года Лафреньер был включён в состав молодёжной сборной Канады на МЧМ-2019. Он был самым молодым игроком в составе и девятым самым молодым форвардом, когда-либо представлявшим Канаду на чемпионате мира среди молодёжи.  Свой первый гол на турнире он забросил в ворота сборной Чехии и помог своей команде выиграть матч со счётом 5:1. В четвертьфинале Канада проиграла сборной Финляндии и завершила выступление на турнире.
В декабре 2019 года он был включён в состав сборной Канады на МЧМ-2020. Канада стала чемпионом мира, обыграв в финале сборную России со счётом 4:3, проигрывая по ходу матча 1:3. Сам Лафреньер стал четвёртым в списке бомбардиров, был признан самым ценным игроком чемпионата и вошёл в символическую сборную турнира.

## Статистика
| Легенда | Легенда                    | Легенда | Легенда                   | Легенда | Легенда    |
| ------- | -------------------------- | ------- | ------------------------- | ------- | ---------- |
| И       | Количество проведённых игр | Штр     | Штрафное время            | +/−     | Плюс-минус |
| Г       | Голы                       | П       | Голевые передачи          | О       | Очки       |
| -       | Статистика неизвестна      | —       | Статистика не учитывалась |         |            |